# Nationaal Dachau Monument

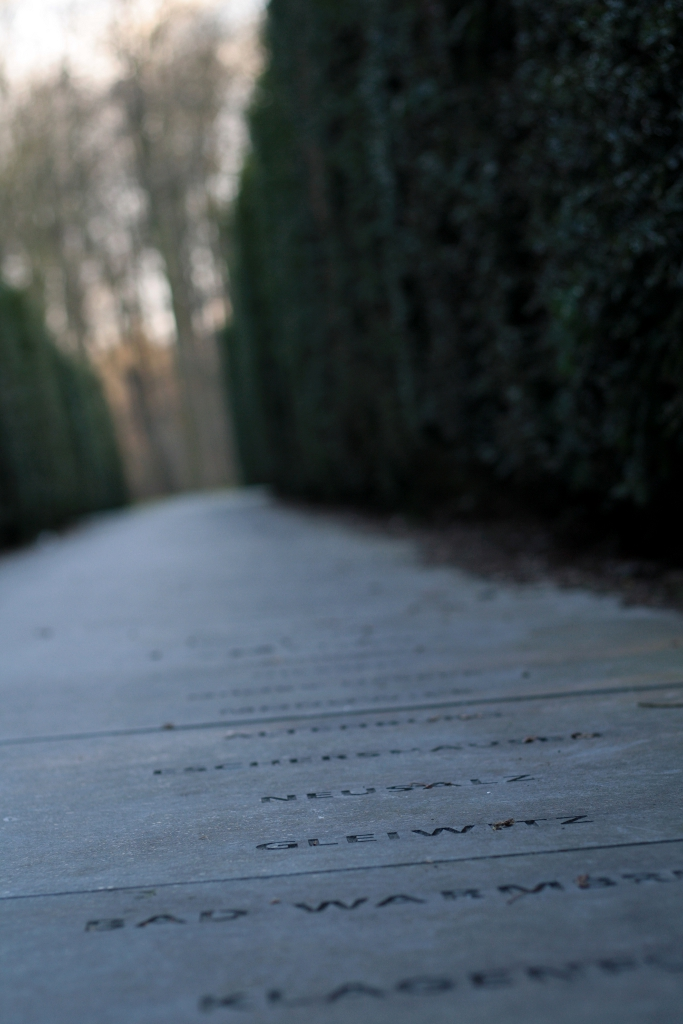
Nationaal Dachau Monument

Het Nationaal Dachau Monument is een Nederlands gedenkteken voor de Nederlandse slachtoffers van het concentratiekamp Dachau. Het bevindt zich in het Amsterdamse Bos, tegenover de vroegere tribune van de Bosbaan, en is een initiatief van het Nederlands Dachau Comité.

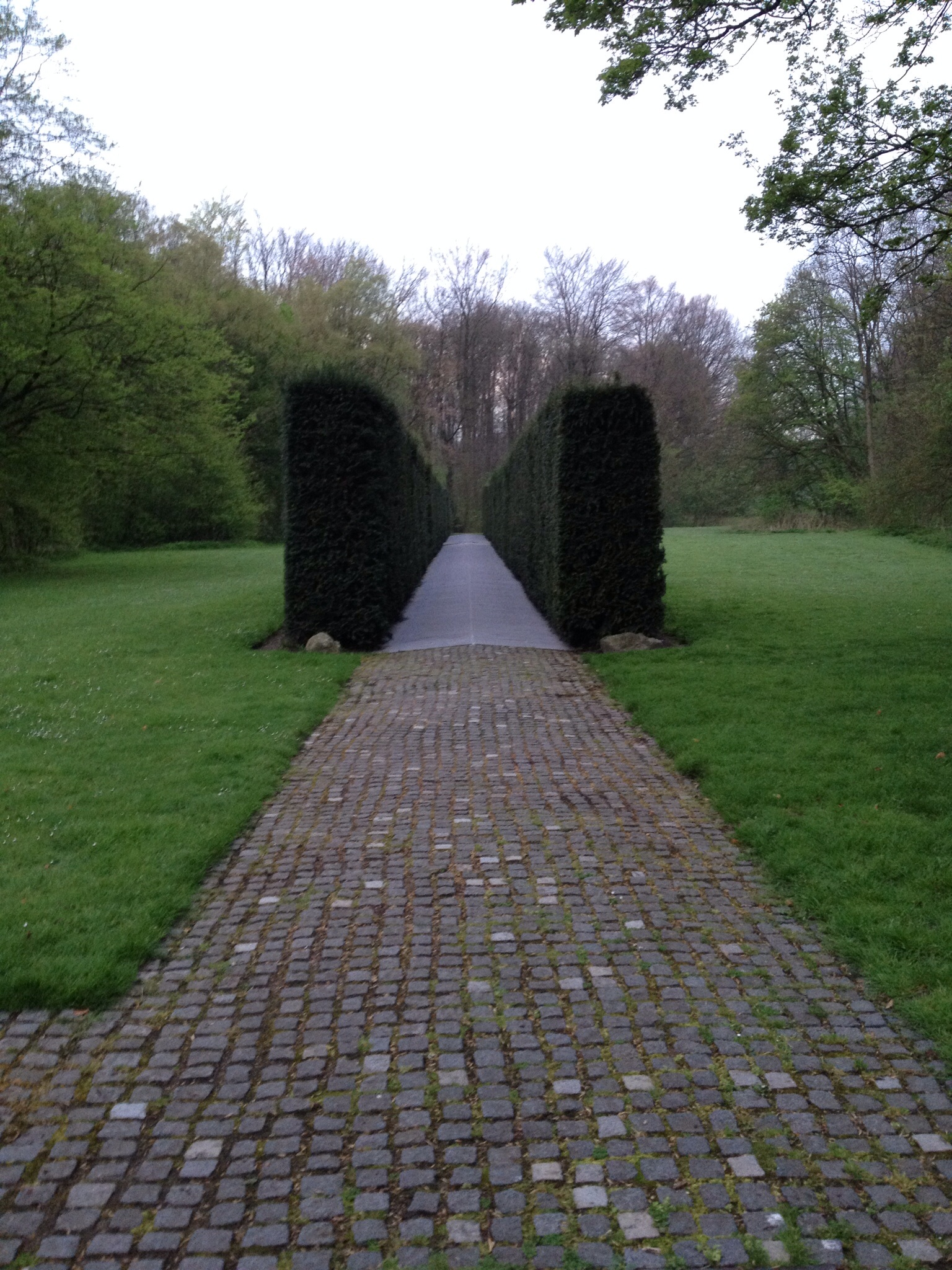
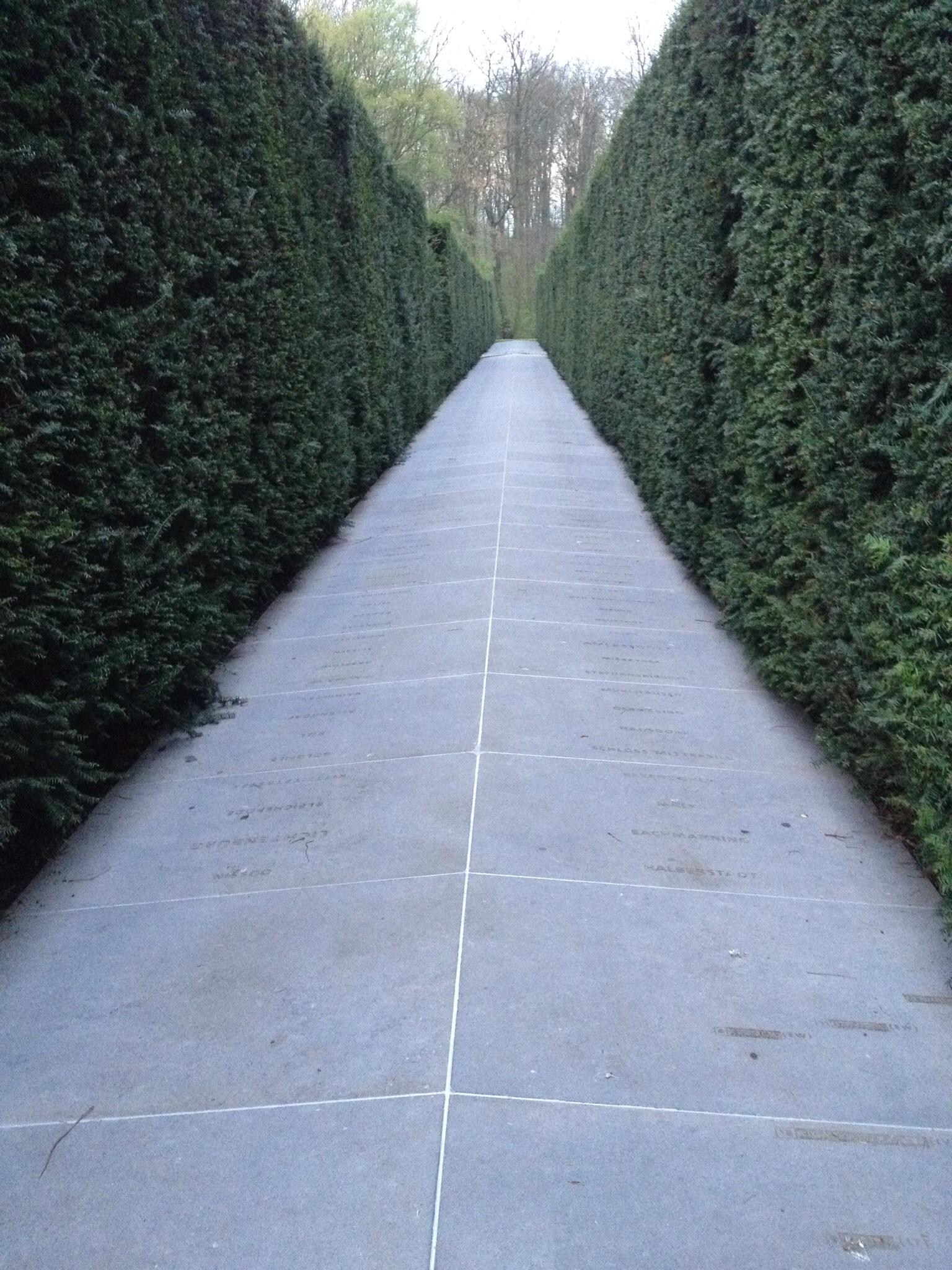

Het monument werd ontworpen door beeldend kunstenaar Niek Kemps en bestaat uit een straatweg van Belgisch blauwsteen, 60 meter lang en 2,35 meter breed, omzoomd door een taxushaag. De straatweg is ongelijk, wat symboliseert dat de gevangenen op ongelijk schoeisel moesten lopen. In de blauwsteen staan de namen van 500 concentratiekampen en buitenkampen gebeiteld.
Het Nationaal Dachau Monument werd op 1 december 1996 door prins Bernhard en prinses Juliana geopend. Sinds 1997 wordt er jaarlijks een herdenking gehouden.